# Bay'a
La bay'ah ou bay'a (arabe : بَيْعَة) est un serment d'allégeance qui existe dans le monde musulman, cette tradition séculaire symbolise les liens qui unissent le peuple et leur souverain, elle apparait dès l’époque médiévale et a encore cours dans le royaume du Maroc ou en Arabie saoudite via l'institution du Conseil d'allégeance. La bay'a est régie par le droit Islamique, elle diffère du système féodal européen basé sur la seigneurie en cela qu'elle s'adresse non pas à un seigneur mais à un chef de tribu qui reconnaît par cet acte d'allégeance la légitimité du pouvoir monarchique. La bay’a consacre la sacralité du calife, du sultan ou du roi et lui impose comme devoir de protéger le territoire et la foi musulmane. La cérémonie d'allégeance réuni les chefs des tribus, les dignitaires du pays et les représentants du peuple en tenue d'apparat qui prêtent serment et allégeance au roi par un acte écrit.

## Dans le Coran
L'acte de bey'a tire son origine dans le Coran à la sourate 48 "Al Fath" (La victoire) verset 18 - Dieu a très certainement agréé les croyants quand ils t'ont prêté le serment d'allégeance sous l'arbre. Il a su ce qu'il y avait dans leurs cœurs, et a fait descendre sur eux la quiétude, et Il les a récompensés par une victoire proche.